# کاورن
کاورن (به آلمانی: Kauern) یک شهر در آلمان است که در گرایتس واقع شده‌است. کاورن ۴۴۳ نفر جمعیت دارد.